# Schwendgraben
Schwendgraben (ungarisch Répczefő) ist eine Ortschaft und eine Katastralgemeinde der Gemeinde Unterrabnitz-Schwendgraben im Burgenland.

## Geografie
Der Ort befindet sich nördlich von Unterrabnitz im Rabnitztal. Am 1. Jänner 2024 wohnten in Schwendgraben 135 Menschen.

## Geschichte
Die ersten Spuren weisen in die Eisenzeit zurück, als hier Menschen sesshaft wurden, die man später Kelten nannte. Nach den Römern und den darauffolgenden Awaren besiedelten ab 800 Bajuwaren das Land und christianisierten es.